# 君は僕の虜なれ
『君は僕の虜なれ』（きみはぼくのとりこなれ）は、都筑せつりによる日本の漫画作品。
『月刊プリンセス』（秋田書店）にて、2007年11月号に第1話が掲載され、2008年3月号より本格的に連載が開始された。2010年12月時点で既刊5巻。2009年10月7日にはドラマCDが発売された。

## あらすじ
大財閥の後継者に指名された巴。末っ子で未成年、しかも愛人の子であるだけに、本妻の子である兄や姉達に執拗に命を狙われる。そんな巴を守るために派遣されたのが、一見おバカメイドな凄腕のボディーガード・偲倚（しい）だった。その偲倚の正体とは……?

## 登場人物

### 主要人物
巫式 巴（ふしき ともえ）
声 - 野島健児
巫式財閥当主の末っ子。母親は愛人だったため、何かと苦労の多い幼少時代を過ごし、それから逃げるようにドイツへ留学していた。現当主である父親から次期当主に指名され、帰国。命を狙われる日々が始まる。
超セレブの子弟ばかりが通う皇霖館学院へ編入することになり、「黒のキング」に選ばれる。
葛城 偲倚（かずらぎ しい）
声 - 中原麻衣
巴専属のメイド兼ボディーガード。17歳。天然でガサツでメイドとしてはあまり役立っていない。普段使っているモップは仕込み刀のようになっている。決め台詞は『冥土（メイド）までご案内』や『逝ってらっしゃいませご主人様』など。自分は「殲滅姫」（アニヒレイタ）ではない、と言うが……。
巴のボディーガードのため、蘇芳が手を尽くし、皇霖館学院に編入することになるが、制服は巴の趣味で、メイド風に変えられている。「黒のクイーン」に選ばれる。巴のことを主従を超えて意識するようになる。

### 巫式家
巴の父親
声 - 黒田崇矢
巫式家の当主。巴を後継者に指名し、面白がっている?巫式財閥は製薬会社や家電など手広く扱っている大企業。
蘇芳（すおう）
声 - 小西克幸
巫式家の執事。当主の秘書も務める。偲倚の扱いに慣れている。皇霖館学院に教師として潜入。
磯野（いその）
声 - 三宅健太
巫式家の使用人兼ボディーガード。体は男、心は女の、蘇芳を愛するオネエ系。皇霖館学院に保健体育教師として潜入。
巫式 義一（ふしき ぎいち）
声 - 永野善一
当主の長男。巴の兄。自分が次期当主であると信じきっていたため、巴を毛嫌いしている。
巫式 良輔（ふしき りょうすけ）
声 - 吉野裕行
義一の息子。巴より年上だが甥。
巫式 双葉（ふしき ふたば）
当主の長女。巴の姉。

### 殲滅姫（アニヒレイタ）
殲滅姫（アニヒレイタ）
人為的に作られた強化人間。「縛る者」（レストレイナー、契約者）を命をかけて守る。縛る者と一蓮托生の関係で、縛る者なしでは機能しない。
3年前にシステムが壊滅し、現存するのは「春」「夏」「秋」「冬」の4体。名前は太極図の流れを組んで付けられており、現存する4体には、天の四象になぞらえて、春は星、夏は日、秋は辰、冬は月がコードネームとして名前に組み込まれている。
死体一歩手前の人間が実験体に使われ、身体は再生できたが、魂だけは繋ぎ留めることができず、システムが埋められなかった殲滅姫の欠陥を補うために、縛る者と魂を共有して生きるため、縛る者に何かあった場合は生きていけない。
星筵 彩波（ほしむれ いろは）
「殲滅姫」の「春」。契約者は芹生。白のクイーン。濃硫酸の水鉄砲を武器に戦う。自分本位の性格。
有水 向日葵（うすい ひまわり）
「殲滅姫」の「夏」。契約者は弓削。白のビショップ。身近な文房具を武器に戦う。甘いものが大好き。右目に眼帯をしている。ヤンデレ。普段は晴雷を「はーくん」と呼び、喋り方も幼稚だが、「ひまわりプリズムパワー メイクアップ」の言葉と共に戦闘モードに入ると、語尾に「～ぜ」を付ける喋り方になる。
辰稀（とき）
「殲滅姫」の「秋」。第3巻より登場。闇夜に仕えているようだが、契約はまだしていない。その容姿と性格から、一時期学院に貧乳・ツンデレブームを巻き起こすが、実は男だと分かってブームは収束した。義経を兄さんと呼び、朽名家の亡くなった本妻の子の可能性がある。
月冴（つきこ）
声 - 折笠愛
「殲滅姫」の「冬」。契約者は義経。普段は和服を着こなす楚々とした女性。皇霖館学院に保健医として潜入。戦闘モードに入る時は、「ハ●ーフラーシュ!!」と叫び白衣を脱ぎ捨て鞭を武器に戦う。

### 皇霖館学院（生徒会戦）
生徒会戦（せいとかいせん）
生徒の中から、キング（1名）・クイーン（1名）・ルーク（2名）・ビショップ（2名）・ナイト（2名）・ポーン（8名）を選び、人間をチェスの駒に見立ててゲームをする。戦いはチェスではなく、互いの校章の取り合い。相手チームのキングの校章が奪われたらチェックメイトでゲーム終了、キングを奪った者が生徒会長として1年間学院を仕切れる。敗者は勝者の奴隷として過ごさなければならない。歴代の生徒会役員は各界の大物になっている者も少なくなく、何としてでも生徒会に入るように家命を負って入学してくる者もいる。一般の生徒を楽しませる娯楽の要素でもあり、肉弾戦・頭脳戦何でもありの激しい戦いである。また、メンバー16人全員が役員になれるわけではなく、数日間の戦いを通して、最終的に自分の駒の点数と足して計6点以上ある者が役員になる資格を得る。
斜体は名前のみで本編未登場の人物
|    | キング | クイーン (9) | ルーク (5)        | ビショップ (3)      | ナイト (3)      | ポーン (1)                                       |
| -- | ------ | ------------ | ----------------- | ------------------- | --------------- | ------------------------------------------------ |
| 黒 | 巫式巴 | 葛城偲倚     | 朽名義経 葉狩奏音 | 七海心綺 粢朝楼     | 七海綺旺 静亘晟 | 太刀川偉 濱島未愛 明都修吾 乾和貴 三輪亮 ほか3名 |
| 白 | 芹生薙 | 星筵彩波     | 弓削晴雷 六條吟   | 有水向日葵 華衣嶺祢 | 安芸航 斎賀玖狼 | 8名全員不明                                      |

#### 黒
朽名 義経（くちな よしつね）
声 - 平川大輔
日本舞踊・朽名流当主。先代の愛人の子。月冴の縛る者。跡目を継ぐはずだった本妻の子が事故で亡くなり、跡を継いだ。毎日義母（本妻）からの嫌味に耐えている。皇霖館学院の生徒。偲倚のことを好きになってしまう。目立たないように努めていたのに、巴と一緒にいたせいで「黒のルーク」に選ばれる。
葉狩 奏音（はかり その）
ドM。人の話をあまり聞かない。毎日義経に小説仕立ての長文メールを送っている。黒のルーク。

#### 白
芹生 薙（せりょう なぎ）
白のキング。彩波の縛る者。
弓削 晴雷（ゆげ はるらい）
白のルーク。向日葵の縛る者。ドケチという噂がある。
華衣 嶺祢（とりい ねね）
白のビショップ。男子生徒に非常にモテる。高飛車な性格で、一度舐めた飴などを餌に、言い寄る男子を下僕のように扱う。体と顔がなければただの性悪女。隠れツンデレ。「ブス」と言われ、義経のことが気になる存在に。
六條 吟（りくじょう あきら）
白のルーク。男前な性格の少女。

### その他
闇夜（あや）
皇霖館学院の理事長の孫。辰稀の縛る者を探している。

## 書誌情報
- 第1巻：2008年6月16日発売、ISBN 978-4-253-19621-5 表紙：巴&偲倚
- 第2巻：2008年12月16日発売、ISBN 978-4-253-19622-2 表紙：義経&月冴
- 第3巻：2009年7月16日発売、ISBN 978-4-253-19623-9 表紙：晴雷&向日葵
- 第4巻：2010年2月16日発売、ISBN 978-4-253-19624-6 表紙：闇夜＆辰稀
- 第5巻：2010年12月16日発売、ISBN 978-4-253-19625-3

## ドラマCD
2009年10月7日にフロンティアワークスより発売。